# Olympische Jugend-Sommerspiele 2018/Segeln
Bei den Olympischen Jugend-Sommerspielen 2018 in Buenos Aires wurden vom 7. bis zum 13. Oktober fünf Wettbewerbe im Segeln ausgetragen.
Sowohl bei den Jungen und bei den Mädchen wurde jeweils ein Wettbewerb in den Disziplinen Techno 293+ und IKA Twin Tip Racing ausgetragen. Zudem fand ein Mixedwettbewerb in der Disziplin Nacra 15 statt, bei der mit einem Katamaran gefahren wurde.

## Jungen

### Techno 293+
| Platz | Land               | Sportler                       | Punkte |
| ----- | ------------------ | ------------------------------ | ------ |
| 1     | Griechenland       | Alexandros Kalpogiannakis      | 36     |
| 2     | Italien            | Nicolo Renna                   | 45     |
| 3     | Großbritannien     | Finn Hawkins                   | 59     |
| 4     | Israel             | Torner Vardimon                | 81     |
| 5     | China              | Haoze Chen                     | 76     |
| 6     | Frankreich         | Tom Garandeau                  | 102    |
| 7     | Singapur           | Alexander Lim                  | 101,3  |
| 8     | Japan              | Takumi Ikeda                   | 117    |
| 9     | Niederlande        | Luc Schmitz                    | 129    |
| 10    | Polen              | Kamil Manowiecki               | 144    |
| 11    | Russland           | Jegor Schilin                  | 138    |
| 12    | Argentinien        | Belisario Kopp                 | 152    |
| 13    | Hongkong           | Pui Hei Leung                  | 146    |
| 14    | Neuseeland         | Max van der Zalm               | 154    |
| 15    | Australien         | Alex Halank                    | 162    |
| 16    | Portugal           | Tiago Abreu                    | 180    |
| 17    | Mexiko             | Alex Torres Rinaldelli         | 176    |
| 18    | Brasilien          | Guilherme Trainini Hony Plentz | 207    |
| 19    | Vereinigte Staaten | Manuel Nores                   | 217    |
| 20    | Peru               | Raul Claux                     | 223    |
| 21    | Oman               | Mohammed Nabil Al Balushi      | 228    |
| 22    | Ägypten            | Moamen Maarouf Rabia Sowilam   | 229    |
| 23    | Algerien           | Imad Brighet                   | 253    |
| 24    | Myanmar            | Saw Thaw Thi Htoo              | 292    |

### IKA Twin Tip Racing
| Platz | Land                    | Sportler                      | Punkte |
| ----- | ----------------------- | ----------------------------- | ------ |
| 1     | Dominikanische Republik | Deury Corniel                 | 16     |
| 2     | Philippinen             | Christian Tio                 | 29     |
| 2     | Slowenien               | Toni Vodišek                  | 31     |
| 4     | Vereinigte Staaten      | Cameron Maramenides           | 21     |
| 5     | Schweiz                 | Maxime Chabloz                | 44     |
| 6     | Frankreich              | Benoîte Gomez                 | 31,2   |
| 7     | Antigua und Barbuda     | Tiger Tyson                   | 33     |
| 8     | Argentinien             | Geronimo Lutteral             | 44     |
| 9     | Brasilien               | Manoel Soares dos Santos Neto | 44     |
| 10    | Kroatien                | Martin Dolenc                 | 54     |
| 11    | Marokko                 | Jonas Ouahmid                 | 62     |
| 12    | Australien              | Mani Bisschops                | 62     |

## Mädchen

### Techno 293+
| Platz | Land               | Sportler                 | Punkte |
| ----- | ------------------ | ------------------------ | ------ |
| 1     | Italien            | Giorgia Speciale         | 25     |
| 2     | Frankreich         | Manon Pianazza           | 49     |
| 3     | Russland           | Jana Resnikowa           | 59     |
| 4     | Israel             | Naama Gazit              | 63     |
| 5     | Griechenland       | Alkaterini Divari        | 87     |
| 6     | Argentinien        | Celina Saubidet Birkner  | 100    |
| 7     | Belarus            | Yuliya Matveenko         | 101    |
| 8     | Hongkong           | Mak Cheuk Wing           | 105    |
| 9     | Polen              | Lidia Sulikowska         | 120    |
| 10    | Kroatien           | Palma Cargo              | 128    |
| 11    | Großbritannien     | Islay Watson             | 138    |
| 12    | Vereinigte Staaten | Dominique Stater         | 147    |
| 13    | Neuseeland         | Veerle Ten Have          | 147    |
| 14    | Mexiko             | Joanna Diego Schlettwein | 144    |
| 15    | Singapur           | Marsha Shahrin           | 161    |
| 16    | Norwegen           | Helle Oppedal            | 172    |
| 17    | Chinesisch Taipeh  | Wang Chihling            | 192    |
| 18    | Türkei             | Eda Yavuz                | 202    |
| 19    | Brasilien          | Giovanna Prada           | 197    |
| 20    | Peru               | Cristina Arrospide       | 232    |
| 21    | Australien         | Hailey Lea               | 242    |
| 22    | Algerien           | Lina Ait Ali Slimane     | 266    |
| 23    | Ägypten            | Salma Wael Ibrahim       | 268    |

### IKA Twin Tip Racing
| Platz | Land                    | Sportler          | Punkte |
| ----- | ----------------------- | ----------------- | ------ |
| 1     | Italien                 | Sofia Tomasoni    | 27     |
| 2     | Frankreich              | Poema Newland     | 40     |
| 2     | Spanien                 | Nina Font         | 26     |
| 4     | Deutschland             | Alina Kornelli    | 13     |
| 5     | Argentinien             | Ona Romani        | 34,8   |
| 6     | China                   | Chen Jingle       | 34     |
| 7     | Polen                   | Oliwia Hłobuczek  | 33     |
| 8     | Venezuela               | María Álvarez     | 44     |
| 9     | Dominikanische Republik | Paula Hermann     | 42     |
| 10    | Südafrika               | Dorothy Gouws     | 54     |
| 11    | Thailand                | Nichanan Rodthong | 54,5   |
| 12    | Neuseeland              | Pia Gordon        | 67     |

## Mixed

### Nacra 15
| Platz | Land               | Sportler                                        | Punkte |
| ----- | ------------------ | ----------------------------------------------- | ------ |
| 1     | Argentinien        | Dante Cittadini Teresa Romairone                | 44     |
| 2     | Frankreich         | Titouan Petard Kenza Coutard                    | 58     |
| 3     | Niederlande        | Laila van der Meer Bjarne Bouwer                | 53     |
| 4     | Belgien            | Henri Demesmaeker Frédérique van Eupen          | 64     |
| 5     | Deutschland        | Silas Mühle Romy Mackenbrock                    | 85     |
| 6     | Vereinigte Staaten | Nicolas Martin Anaclare Sole                    | 91     |
| 7     | Australien         | Will Cooley Evie Haseldine                      | 93,8   |
| 8     | Spanien            | Eloisa Santacreu Adrian Surroca                 | 102    |
| 9     | Italien            | Andrea Spagnolli Giulia Fava                    | 104,1  |
| 10    | Schweiz            | Arnaud Grange Marie van der Klink               | 110    |
| 11    | Uruguay            | Juan Ignacio Regusci Real Cecilia Coll Bermudez | 129    |
| 12    | Singapur           | Sophia Rose Meyers Chia Teck Pin                | 135    |
| 13    | Österreich         | Laura Farese Matthäus Zöchling                  | 137    |
| 14    | Tunesien           | Chaima Chammari Fourat Gueddana                 | 167    |

## Medaillenspiegel
| Platz | Land                    | G | S | B | Gesamt |
| ----- | ----------------------- | - | - | - | ------ |
| 1     | Italien                 | 2 | 1 | – | 3      |
| 2     | Argentinien             | 1 | – | – | 1      |
| 2     | Dominikanische Republik | 1 | – | – | 1      |
| 2     | Griechenland            | 1 | – | – | 1      |
| 5     | Frankreich              | – | 3 | – | 3      |
| 6     | Philippinen             | – | 1 | – | 1      |
| 6     | Slowenien               | – | 1 | – | 1      |
| 6     | Spanien                 | – | 1 | – | 1      |
| 9     | Großbritannien          | – | – | 1 | 1      |
| 9     | Niederlande             | – | – | 1 | 1      |
| 9     | Russland                | – | – | 1 | 1      |
| Total | Total                   | 5 | 7 | 3 | 15     |